# وساطة الأمم المتحدة في نزاع كشمير
وساطة الأمم المتحدة في نزاع كشمير هي وساطة لعبتها الأمم المتحدة للحفاظ على السلام والنظام في منطقة كشمير فور استقلال الهند وباكستان في عام 1947، عندما اندلع الخلاف بين الدولتين حول مسألة جامو وكشمير. نقلت الهند هذا النزاع إلى مجلس الأمن التابع للأمم المتحدة الذي اتخذ القرار 39 عام 1948 وأنشأت لجنة الأمم المتحدة للهند وباكستان للتحقيق في القضايا وإجراء الوساطة بين البلدين. بعد وقف إطلاق النار والأعمال العدائية، أنشأ أيضًا فريق مراقبي الأمم المتحدة العسكريين في الهند وباكستان (UNMOGIP) للمراقبة والإبلاغ عن انتهاكات وقف إطلاق النار.